# Pentagrama invertido

Pentagrama invertido

Pentagrama invertido é um pentagrama com um dos vértices voltado para baixo, originalmente, o Pentagrama com duas pontas para cima já aparecia no teto dos templos egípcios, por exemplo, a estrela com cinco pontas amarelas era desenhada em um fundo azul e representava a deusa Nut, Mãe dos Céus.

## Pentagrama Invertido noSatanismo
Pentagrama invertido é um pentagrama com um dos vértices voltado para baixo, indicando o reino de Satanás.
Quando Anton LaVey fundou a sua Igreja de Satã incorporou o símbolo do pentagrama em sentido inverso.  Este símbolo já era utilizado para representar a magia negra: com o vértice para baixo e aplicado sobre a cabeça de um bode. O Baphomet, símbolo da "Igreja de" Satã", consiste em três elementos: a estrela pentagonal invertida, os símbolos colocados ao lado de cada uma das extremidades e a cara de um bode. No pentagrama invertido, tal como interpretado pelos satanistas, as três pontas inferiores representam a negação da Santíssima Trindade dos teólogos cristãos e as duas pontas superiores representam o contraste, a igualdade e a oposição que se verificam no universo, tais como: criação / destruição, positivo / negativo, masculino / feminino, ação / reação, vida / morte, ativo / passivo, etc. Representa também a supremacia do desejo físico, claramente acima da espiritualidade. Em um pentagrama invertido pode-se inserir a figura da cabeça do bode: os dois pontos superiores são os chifres, as pontas laterais são as orelhas e a parte inferior a ponta da barba. Baphomet (o bode representado) seria o espírito da natureza e guardião das portas do inferno.